# Apophyga altapona
Apophyga altapona är en fjärilsart som beskrevs av Holloway 1976. Apophyga altapona ingår i släktet Apophyga och familjen mätare. Inga underarter finns listade i Catalogue of Life.